# Thémisté
Thémisté est un personnage de la mythologie grecque qui appartient à la famille royale troyenne. Elle est la fille d’Ilos et d’Eurydice et l’épouse de Capys dont elle engendre Anchise. C’est la sœur de Laomédon et donc une tante de Priam et par la suite, la grand-mère d’Énée.

## Sources
- Pseudo-Apollodore, Bibliothèque [détail des éditions] [lire en ligne] (III, 12, 2).